# Запорожье (Покровский район)
Запорожье (укр. Запоріжжя) — село на территории Украины, находится в Покровском районе Донецкой области.
Код КОАТУУ — 1422786503. Население по переписи 2001 года составляет 238 человек. Почтовый индекс — 85373. Телефонный код — 623.